# Haselbach (Raab)
Der Haselbach ist ein Bach in der Oststeiermark im Bezirk Südoststeiermark in Österreich.

## Geografische Lage
Der Haselbach  entspringt auf dem Gebiet der Gemeinde Kapfenstein.  Der Bach verläuft durch die Orte Mahrensdorf, Haselbach (Gemeinde Kapfenstein), Petzelsdorf, Höflach und mündet in Fehring  in die Raab.